# Hexatoma schauseana
Hexatoma schauseana är en tvåvingeart som beskrevs av Alexander 1967. Hexatoma schauseana ingår i släktet Hexatoma och familjen småharkrankar.
Artens utbredningsområde är Guatemala. Inga underarter finns listade i Catalogue of Life.